# Сото-дель-Барко
Сото-дель-Барко (ісп. Soto del Barco, аст. Sotu'l Barcu) — муніципалітет в Іспанії, у складі автономної спільноти Астурія. Населення — 4052 осіб (2009).
Муніципалітет розташований на відстані близько 400 км на північний захід від Мадрида, 26 км на північний захід від Ов'єдо.
Муніципалітет складається з таких паррокій: Сото-дель-Барко, Ла-Коррада, Ранон, Ріберас.

## Демографія
Динаміка населення (INE ):

## Галерея зображень

Розташування муніципалітету